# Leven (rivier in West Dunbartonshire)
De Leven is een waterweg in West Dunbartonshire, Schotland, en stroomt tussen Loch Lomond in het noorden naar de rivier Clyde in het zuiden.
Hoewel het een korte rivier is, is ze de op een na snelst stromende rivier van Schotland.
- Virtual International Authority File: 315149663